# Theodor Köstlin

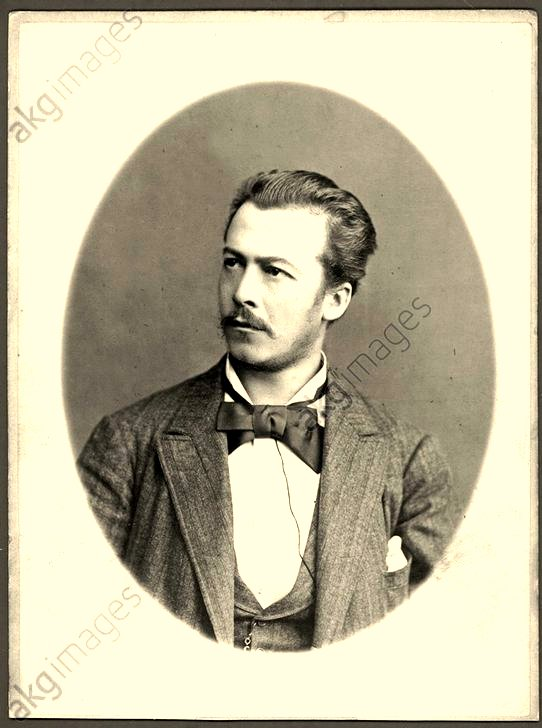
Theodor Köstlin

Theodor Köstlin, Pseudonym Theodor Brandt, (* 21. November 1855 in Wien; † 12. Februar 1939 in Stuttgart) war ein deutscher Schauspieler, Regisseur und Dramaturg.

## Leben und Wirken
Der Sohn des in Wien tätigen deutschen Brückenbauingenieurs August Köstlin und der Therese Schurz (1830–1872) sowie Vetter des Staatsschauspielers Reinhold Köstlin begann nach seiner Schulzeit zunächst ein Studium an der Technischen Hochschule Wien, wechselte aber bald zu Alexander Strakosch (1845–1909) am damaligen Wiener Konservatorium, wo er sich in Schauspielerei und Sprecherziehung ausbilden ließ. In der Folgezeit legte sich Theodor Köstlin dann sein Pseudonym „Theodor Brandt“ zu, unter dem er fortan tätig wurde.
Sein erstes Engagement erhielt er von 1878 bis 1880 bei Heinrich Laube am Wiener Stadttheater und wechselte dann nach Berlin, wo er einige Jahre am dortigen Residenztheater arbeitete. Im Jahr 1905 kehrte er nach Wien zurück und übernahm eine Anstellung als Regisseur am Wiener Burgtheater. Danach folgte er einem Ruf an das Weimarer Hoftheater, wo er von 1912 bis 1915 bei mehr als 187 Aufführungen die Regie führte. Anschließend trat Köstlin bis 1918 die Stelle als Direktor am Alten Schauspielhaus in Stuttgart an, bevor er anschließend bis 1920 am Deutschen Theater in Mährisch-Ostrau ein Engagement als Intendant übernahm. Im Jahr 1922 kehrte er endgültig nach Stuttgart zurück, wo er zwei Jahre später bei der Süddeutschen Rundfunk AG (SÜRAG) zunächst dem Schauspielensemble angehörte und von 1931 bis 1933 die Aufgabe eines Sprechers übernahm.

## Familie
Theodor Köstlin war verheiratet mit der Schauspielerin Helene Schüle (1860–1926), mit der er den Sohn Karl Köstlin (1886–1960) hatte. Dieser trat die gleiche Laufbahn wie sein Vater an und wurde Württembergischer Staatsschauspieler, Regisseur und Rundfunksprecher. Dabei war Karl Köstlin unter anderem im gleichen Zeitraum wie sein Vater von 1925 bis 1933 als Leiter der Hörspiele bei der SÜRAG tätig. Karl Köstlin heiratete die Schauspielerin Emmy Sonnemann, die nach ihrer 1926 erfolgten Scheidung von Köstlin im Jahr 1935 eine zweite Ehe mit Hermann Göring einging.